# Adam Mikołaj Sieniawski
Adam Mikołaj Sieniawski de la famille Sieniawski (1666-1726) était un aristocrate et chef militaire polonais.

## Biographie
Il était le fils de l'hetman Mikołaj Hieronim Sieniawski et de la princesse Cecylia Maria Radziwiłł, fille du Prince Aleksander Ludwik Radziwiłł.
Il fut voïvode de Bełz de 1692 à 1710, hetman de la Couronne à partir de 1702, grand hetman à partir de 1706, castellan de Cracovie (1710), staroste de Lviv, Rohatyn, Lubaczów, Stryï et Piaseczno.
En 1697, il soutient le prince François-Louis de Bourbon-Conti dans sa tentative d'accession au royaume de Pologne mais finit par reconnaître l'élection d'Auguste II. Il soutint les bernardins d'Houssiatyn en permettant le relèvement de leur monastère.
Tout comme son père, il participe à l'expédition de Vienne en 1683 où il dirige l'aile gauche des forces polonaises lors de l'assaut.

## Mariage et descendance
En 1687, il épouse Elżbieta Helena Lubomirska, fille du prince Stanisław Herakliusz Lubomirski. Ils ont un enfant:
- Maria Zofia Czartoryska (1698–1771), épouse de Stanisław Ernest Denhoff, puis de August Aleksander Czartoryski

## Sources
- (en) Cet article est partiellement ou en totalité issu de l’article de Wikipédia en anglais intitulé « Adam Mikołaj Sieniawski » (voir la liste des auteurs).